# 익스트림 (밴드)
익스트림(Extreme)은 미국의 록 밴드이다. 밴드의 프론트맨은 게리 셰론(Gary cherone)과 누노 베텐코트(Nuno bettencourt)로 익스트림은 퀸(Queen), 반 헤일런(Van Halen)의 정신과 스타일을 계승, 펑키 메탈(Funky Metal)사운드의 음악을 보인다. 메탈 사운드 뿐만 아니라 재즈, 발라드 등 다양한 사운드의 음악을 추구 큰 인기를 누렸다.

## 바이오그라피

### 결성
드림(Dream)의 보컬리스트 게리 셰론(Gary Cherone)과 드러머 폴 기어리(Paul Geary), 게리 셰론이 신풀(Sinful)이라는 그룹에서 활동하던 기타리스트 누노 베텐커트(Nuno Bettencourt; 이하 누노)에게 같이 밴드를 하자고 제안 누노가 수락하여 1985년 매사추세츠주 보스턴에서 결성되었다. 이듬해인 1986년에 누노의 소개로 베이시스트 팻 배저(Pat Badger)가 합류, 데뷔 앨범 발매 멤버의 모습을 갖추었다.

### 1집 EXTREME
익스트림은 88년에 A&M RECORDS와 계약 89년 익스트림의 데뷔 음반 1집 《Extreme》을 발표하였으나 그다지 큰 주목을 끌지는 못하였다. 마니아들 사이에 <Kid Ego>, <Mutha(Don't Wanna Go To School Today)> 등이 명곡으로 인정을 받았다.

### 2집 Extreme Ⅱ: Pornograffitti
1990년 발표된 본작은 이들에게 세계적인 인기와 명예를 안겨 주었다. 누노의 화려한 기타 테크닉,게리 셰론의 발군의 가창력 등 나무랄데 없는 실력으로 다양한 장르의 음악을 선보였다. 특히 본 앨범에 수록된 어쿠스틱 발라드 <More than words>,<Hole Hearted>는 각 각 빌보드 싱글 차트 1위와 4위에 오르는 놀라운 기록을 남겼으며 이 외에도 <Decadence Dance>, <Get The Funk Out>, <Suzi(Wants Her All Day what?)> 등의 곡들도 많은 인기를 끌었다.

### 3집 Ⅲ Sides To Every Story
1992년 발표된 3집은 'Yours’, ‘Mine’, ‘The Truth’으로 총 3부작으로 구성되어 오케스트라적이고 클래식컬한 면모를 드러내며 수준높은 작곡 실력을 선보여 작품적인 평가가 좋았지만 전 작에 비해 골드 레코드라는 초라한 판매 실적을 보였다.

### 4집 Wating For The Punchline
4집 발매 앞에 있어 멤버의 변화가 있었다. 영국 도닝튼(Donington)의 록 페스티벌 'Monsters Of Rock'에 출연, 드러머 폴 기어리가 익스트림에서 탈퇴를 선언, 어나이얼레이터(Annihilator) 출신의 마이크 맨기니(Mike Mangini)를 새 드러머로 기용 후, 전작 발표 3년 만인 95년 4집을 발표한다. 이들의 사운드는 전 작들과는 다른 면을 보이게 된다. 전반적으로 얼터너티브의 사운드였지만, 그들의 기초인 메탈 사운드가 토대로써 묻어 나왔다.
4집의 판매 실적은 사운드 변화 탓인지, 전작보다 더 저조한 판매 실적을 보였다. 4집 발표 뒤에도 멤버의 변화가 있었는데 96년 게리 셰론이 그들의 우상인 <<Van Halen>>의 보컬 새미 헤이거(Sammy Hager)를 대신하여 보컬로 가입, 밴드는 해체에 이른다.

### 5집 Saudades De Rock
2008년 누노,게리 셰론,팻 뱃져의 세명의 원조 멤버에 누노의 프로젝트 밴드인 드라마갓스에서 드러머였던 케빈 피궤이레두(Kevin Figueiredo)를 드러머로 기용 익스트림을 재결성,2008년 8월에 5집을 발표. 'Take Us Alive(5집내 4번 트랙의 제목과 동명)' 투어를 통해 한국,일본,미국,유럽 등 세계 각지를 돌며 공연을 펼쳤다. 또한 TV쇼 'THAT METAL SHOW'에 출연, 2009년 7~8월 LA메탈 밴드 RATT와 함께하는 미국 전역 공동 투어 'RATT & EXTREME TOUR 2009' 등을 통해 왕성하게 활동 중이다.

## 디스코그라피

### 정규 앨범
- 《EXTREME》 (1989년)
- 《Extreme Ⅱ: Pornograffitt》 (1990년)
- 《III Sides to Every Story》 (1992년)
- 《Waiting For The Punchline》 (1995년)
- 《Saudades de rock》 (2008년)

### 라이브 앨범
- 《Take Us Alive: Boston 2009》 (2010년)

### 베스트 앨범
- 《An Accidental Collocation of Atoms: The Best of Extreme》 (2000년)
- 《20th Century Masters - The Millennium Collection: The Best of Extreme》 (2002년)